# フェノール

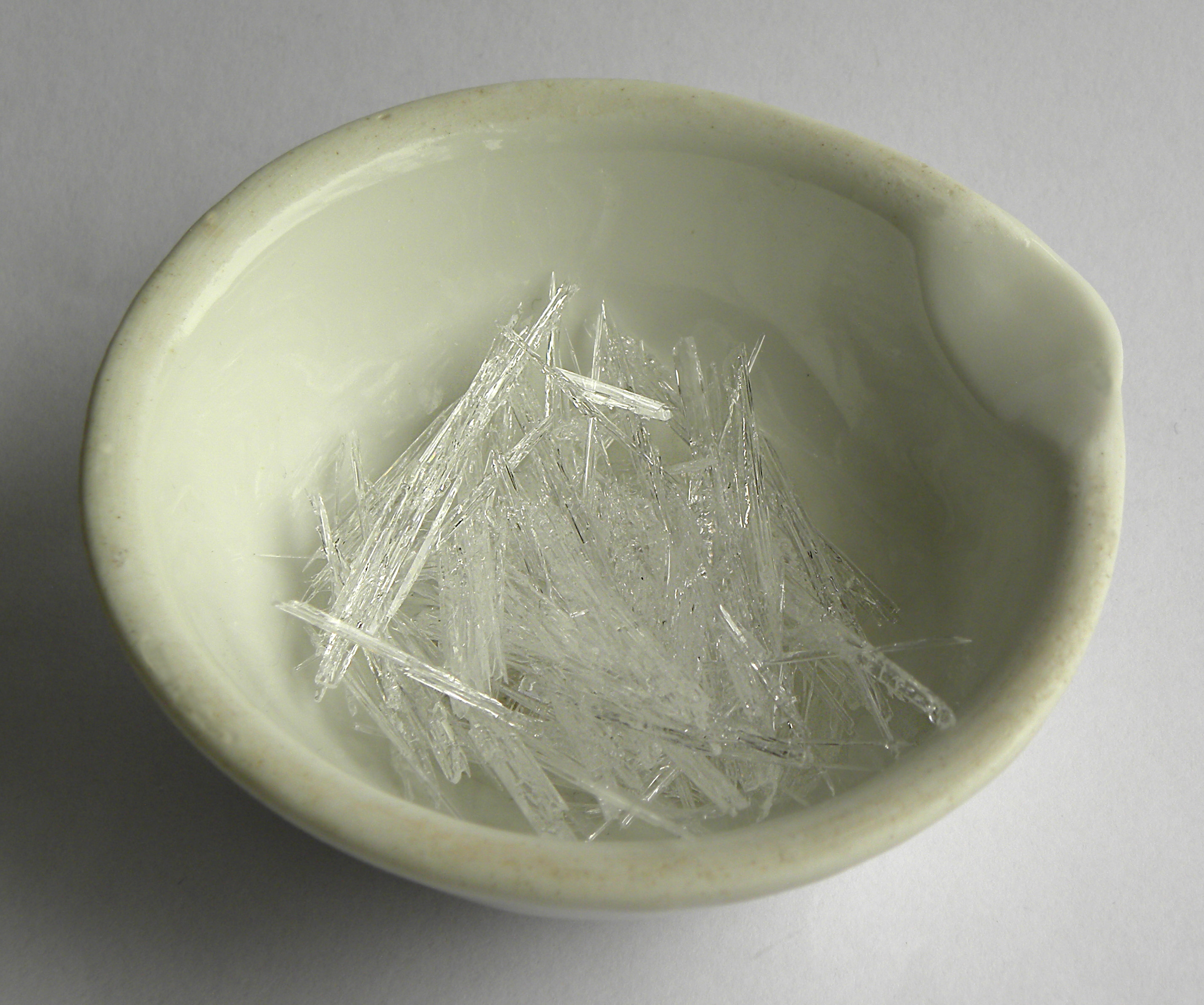
フェノール

フェノール (英: phenol、benzenol) は、
- 広義には、芳香環(特にフェニル基のRの部分)に水酸基（ヒドロキシ基）が結合した化合物全般である「フェノール類」を指す[5]。化学式はArOHで表される（Arはベンゼン環やナフタレン環など）[5]。
- 狭義には、フェノール類のうち もっとも簡単な化合物であるヒドロキシベンゼン、つまりベンゼンの水素原子の一つが水酸基（ヒドロキシル基）に置換された化合物のこと[5]。石炭酸。本記事では、この物質を中心に解説する。

## 概説
狭義のフェノールは芳香族化合物のひとつで、有機化合物。
性質としては、常温では白色の結晶で、常温の水にはいくらか溶け、エチルアルコールなどにはよく溶け、水彩絵具のような特有の薬品臭を持つ。→#性質
フェノールという名は、ベンゼンの古名「phene」に由来。和名は石炭酸（せきたんさん）。

## 性質
毒性および腐食性があり、皮膚に触れると薬傷をひきおこす。絵具に似た臭気を有する。毒物及び劇物取締法により劇物に指定されている。
水に可溶（8.4g/100mL, 20℃）で、アルコールやエーテルには任意の割合で溶ける。
芳香環の共鳴効果によって共役塩基のフェノキシドイオン（またはフェノラートイオン）；C6H5O-が安定化されるため、同じくヒドロキシ基を持つアルコール類よりも5桁以上高い酸解離定数 (pKa = 9.95) を示す。ゆえに弱い酸性を示し、カチオン種と共に塩を形成する。フェノール塩はカチオン種名と「フェノキシド」を合わせて命名する（例：ナトリウムフェノキシド）。
ケト-エノール互変異性によってシクロヘキサジエノンを生じると考えられるが、脂肪族のエノールと異なりケト型に変異することによって得られる安定化と芳香族性を失うことによる不安定化では後者の影響が大きく、ほとんどがエノール型であるフェノールの状態で存在している。

## 検出
フェノールに塩化鉄(III)水溶液を滴下すると鉄フェノール錯体が生成し赤紫(青紫)色を呈する。
{\displaystyle {\ce {Fe^3+}}}は6配位のイオンであるが、フェノキシドイオンは立体的にかさ高いので{\displaystyle {\ce {[Fe(OC6H5)_{n}(H2O)_{6-n}]^{3-n}}}}のような錯体を作っていると考えられる。
この反応はフェノール性ヒドロキシ基をもつ化合物の簡易的な検出法として広く用いられている。

## 生産と用途
コールタールから分離するかベンゼンから合成する。ベンゼンからの合成法は、ベンゼンをスルホン化し、そのナトリウム塩をアルカリ融解する、クロロベンゼンとしてから、これを高圧下で水酸化ナトリウム水溶液と加熱する、クメンヒドロペルオキシドとしてから分解する（クメン法）などの方法によって生産される。クメン法の場合、副産物としてアセトンを生じる。フェノールの2008年度日本国内生産量は 771,641t、消費量は 194,594t である。
実験室的製法として、ベンゼンをスルホン化あるいは塩素化した、ベンゼンスルホン酸あるいはクロロベンゼンを、溶融した水酸化ナトリウム中で加熱分解するとフェノールのナトリウム塩（ナトリウムフェノキシド）が得られる。これは電子密度が低下したベンゼン環への水酸化物イオン OH− のipso型の求核置換反応である。スルホ基やクロロ基は電子求引性が大であることと、脱離基として能力が高い為にこの種の反応が起こりやすくなっている。
フェノールはフェノール樹脂に代表されるプラスチックの他、医薬品や染料など各種化成品の原料として広く用いられている。フェノールそのものは希釈して消毒剤などに利用される。
融解温度以上で水と混合すると、常温に冷却しても含水フェノール（液体）とフェノール水溶液の2相に分離する。生物学では、核酸の分離精製にこの含水フェノール液をよく用いる。含水フェノール液は特に腐食性が強く注意が必要。
重度の陥入爪の治療に用いられる。

## 反応
ナトリウムまたは水酸化ナトリウムと反応してナトリウムフェノキシドを生成する。
{\displaystyle {\ce {2C6H5OH + 2Na -> 2C6H5ONa + H2}}}
{\displaystyle {\ce {C6H5OH + NaOH -> C6H5ONa + H2O}}}
無水フタル酸と縮合し、フェノールフタレインを生成する。
{\displaystyle {\ce {2C6H5OH + 2C8H4O3 -> 2C20H14O4 + O2}}}
フェノール水溶液に臭素水溶液を加えると白色の2,4,6-トリブロモフェノールが生成する。
ニトロ化することによりピクリン酸を生成する。フェノールは濃硝酸によって酸化されるので先に濃硫酸でスルホン化を行ってからニトロ化する。

## 歴史
1834年、ドイツのフリードリープ・フェルディナント・ルンゲがコールタールから発見し、「石炭酸」（Karbolsäure）と命名した。ルンゲが発見したフェノールは不純物を含んでいたが、1841年にフランスのオーギュスト・ローランが単離に成功した。 1843年、シャルル・ジェラールは、ローランがベンゼンに与えていた「フェン "phène"」に基づきフェノール（"phénol"）と命名した。

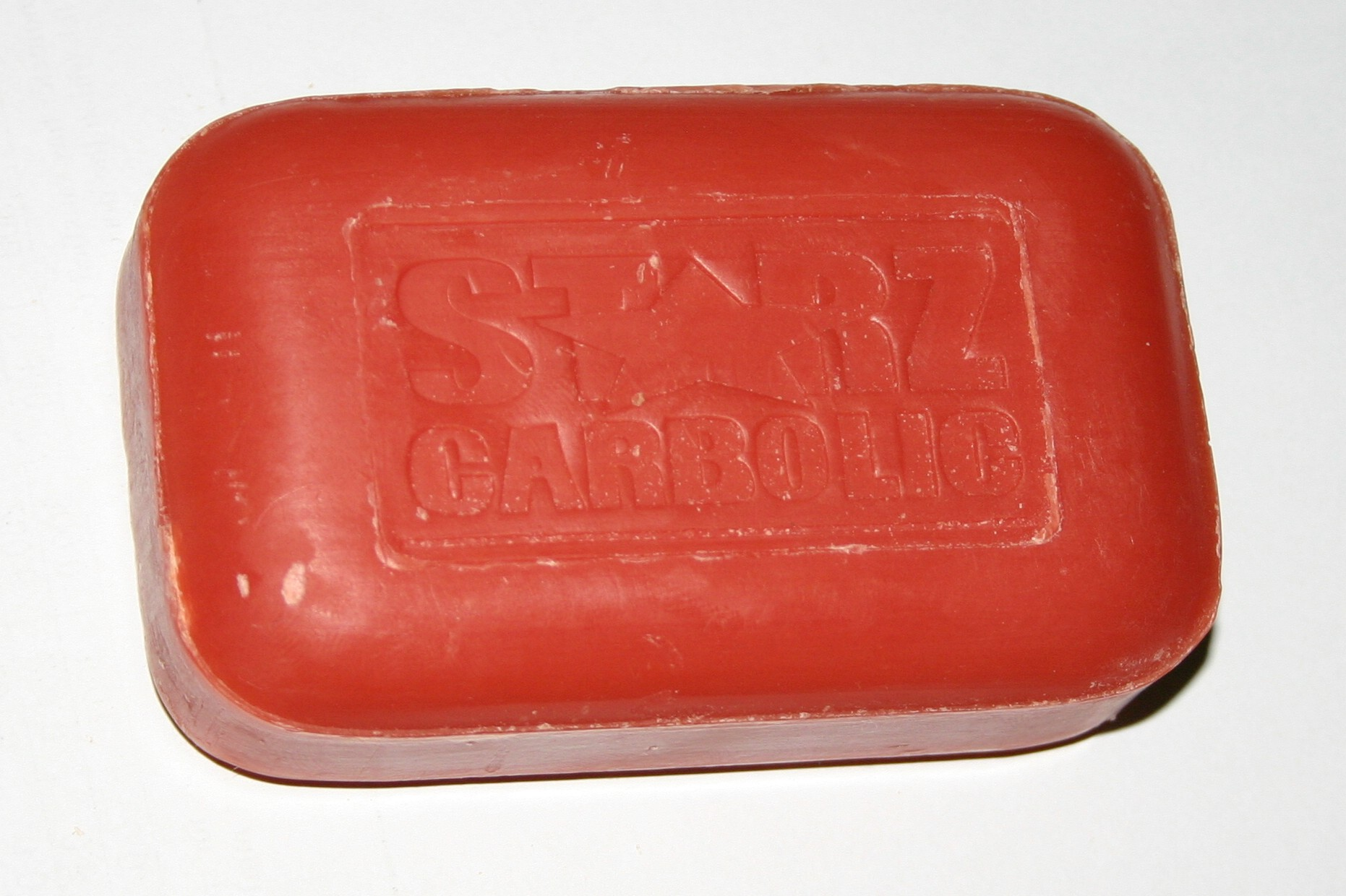
フェノール石鹸(石炭酸石鹸)

19世紀には消臭剤としての効果が認められ、ゴミや汚水の消臭剤として散布されていた。ジョゼフ・リスターが初期の消毒薬として使用することで大きな成果を挙げている。これにより、当時手術につきものであった敗血症の発生確率を大幅に下げることに成功した。医療器具から病院まであらゆる場所の消毒に用いられ、フェノールの噴霧装置やフェノール石鹸が病院に常備されるようになった。しかし人体に対する毒性が明らかになると、使用されなくなっている。
コレラが流行した1879年（明治12年）には、平尾賛平商店が石炭酸に他物を加えたものを紫の絹袋に入れて「コレラ病除け匂い袋」として売り出し、大流行した。また、1881年（明治14年）の流行時には、内務省が消毒薬として石炭酸の大量購入を行い、原料のコールタールを商っていた浅野総一郎が実業家として頭角を現すきっかけとなった。
ナチスドイツが安楽死殺害政策を実行した際、不治の病に犯された患者を本人やその家族に秘密裏に殺害するため、フェノール注射が用いられたと言われる。

## 主なフェノール誘導体

### 1価フェノール
- クレゾール
- サリチル酸
- ピクリン酸（2,4,6-トリニトロフェノール）
- ナフトール

### 2価フェノール
- カテコール
- レゾルシノール
- ヒドロキノン

### 3価フェノール
- ピロガロール
- フロログルシノール

### 6価フェノール
- ヘキサヒドロキシベンゼン